# آرتاشاوی

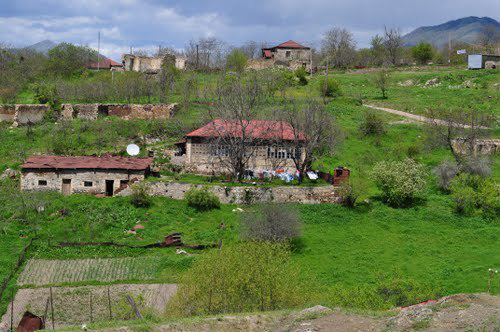
آرتاشاوی

آرتاشاوی (به ارمنی: Արտաշավի) یک منطقهٔ مسکونی در جمهوری آرتساخ است که در استان کاشاتاق واقع شده‌است.